# Aucha aetha
Aucha aetha là một loài bướm đêm trong họ Noctuidae.